# Télescope de Dobson
 (mai 2019).
Si vous disposez d'ouvrages ou d'articles de référence ou si vous connaissez des sites web de qualité traitant du thème abordé ici, merci de compléter l'article en donnant les références utiles à sa vérifiabilité et en les liant à la section « Notes et références ».
Pour les articles homonymes, voir DOB.
En astronomie amateur, le télescope de Dobson est un télescope de Newton monté sur une monture azimutale simplifiée. Pour désigner un tel instrument, on entend parfois l'anglicisme télescope dobsonien (qui vient de Dobsonian telescope), mais plus couramment et simplement, on utilise plutôt le terme Dobson ou, plus affectueusement, « Dob ». Comme ces noms l'indiquent, c'est l'astronome amateur américain John Dobson, 1915 - 2014, qui est à l'origine de ce concept qui trouve de plus en plus d'adeptes, surtout en Amérique et en Europe.

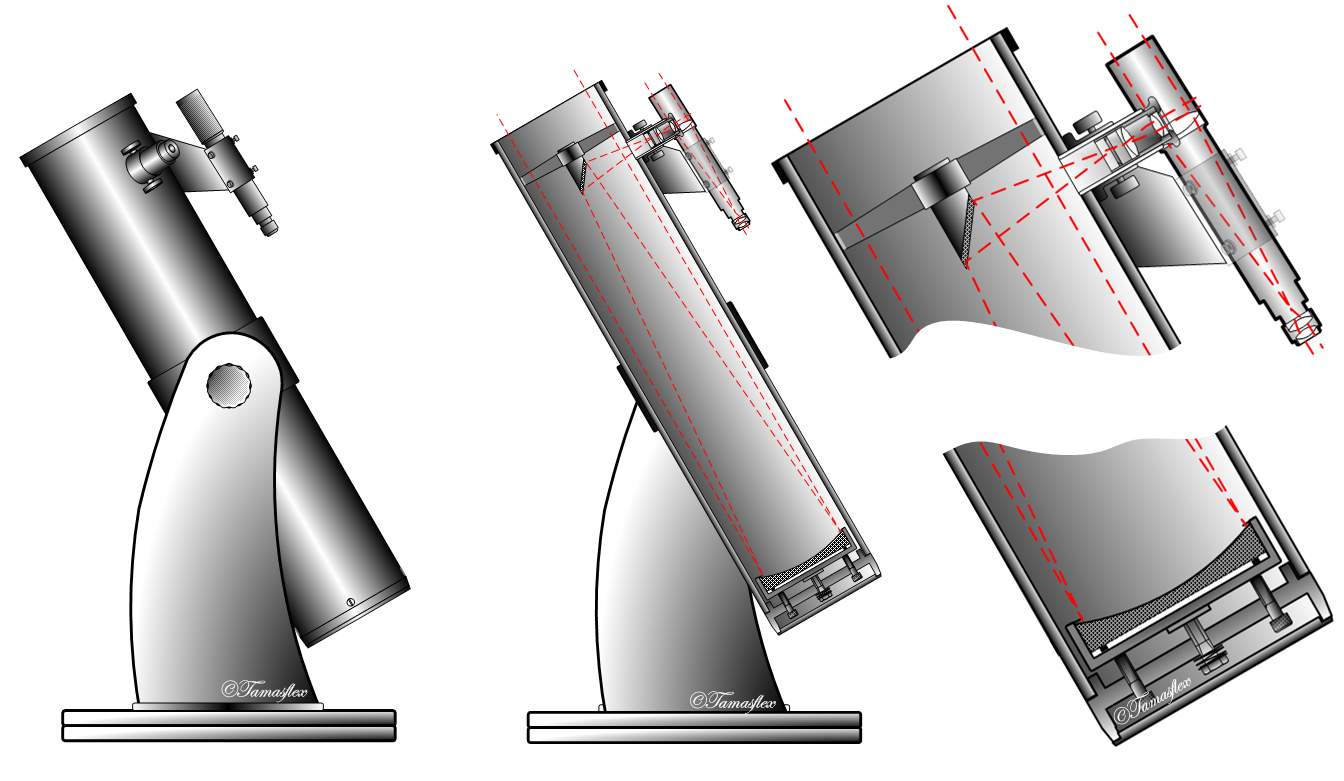
Télescope de Dobson.

## Philosophie originale

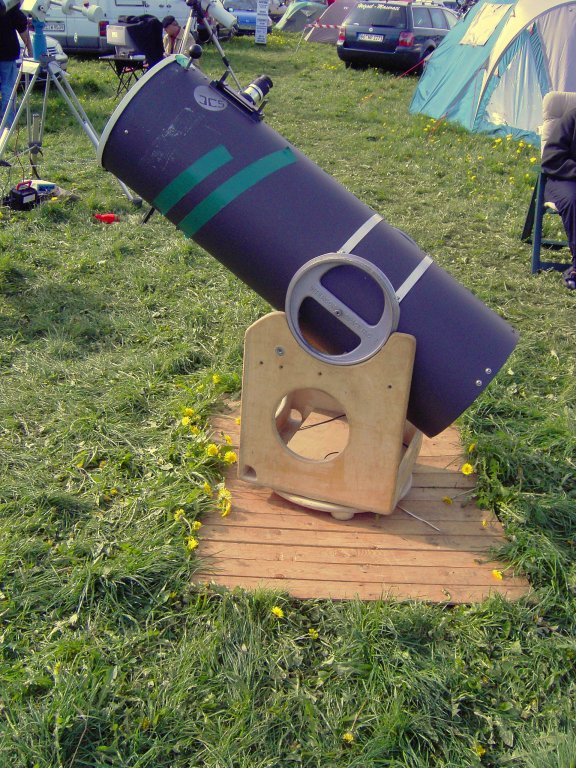
Télescope de Dobson (proche du concept original).

Avant les années 1960 et 1970, les astronomes amateurs n'avaient guère d'autre choix que de mettre la main au porte-monnaie pour trouver du matériel permettant d'observer le ciel de manière approfondie. Souvent, les amateurs d'observation visuelle étaient bridés par le diamètre limité des instruments qu'ils étaient en mesure de s'offrir (toutes choses égales par ailleurs, le prix d'un télescope croît grosso modo exponentiellement avec le diamètre), et la seule manière d'aller plus loin se résumait à se lancer dans l'astrophotographie, plus fastidieuse et qui ne procure pas les mêmes sensations.
Selon les dires de John Dobson lui-même, ce dernier a taillé ses premiers miroirs de télescope à la fin des années 1950 dans le plus grand secret de son monastère védiste californien. Il aurait ainsi construit son premier télescope (de 130 mm de diamètre) en 1958 à partir de matériaux de récupération disponibles sur place, y compris les émeris nécessaires au polissage du miroir.
Une décennie plus tard (après avoir été expulsé de son monastère pour manque d'assiduité), en 1968, John Dobson mit au point avec les membres de la San Francisco Sidewalk Astronomers le premier télescope dobsonien, un 610 mm de diamètre (24") qu'il présenta au meeting de la Riverside Telescope Makers Conference en 1969.
Pour l'anecdote, le tube étant rigide et non démontable, il le transportait dans un minibus acheté d'occasion.
Malgré la fragilité de l'installation du premier modèle, John Dobson remporta le Prix de la Meilleure Optique.
Bien que son concept fût controversé (monture azimutale et destiné à l'observation visuelle alors que tous les candidats proposaient des instruments équatoriaux et généralement adaptés à l'astrophotographie), Dobson proposa d'en construire d'autres qu'il proposa pour la modique somme de 300 $. Vu le prix demandé, le succès fut au rendez-vous.
Remarquant d'emblée les intérêts inhérents au système (un télescope de grand diamètre pour un coût raisonnable), les astronomes amateurs américains l'ont vite adopté : les Dobson de toutes tailles fabriqués en un week-end (pour les plus petits) à base de planches, de clous et autres bouts de tuyau devinrent alors monnaie courante.
Depuis lors, n'importe qui peut accéder aux beautés du ciel profond moyennant quelques heures de bricolage. Même si ce n'est pas la première approche « Do it yourself » qui ait vu le jour en astronomie amateur, c'est assurément l'une des plus populaires. Aujourd'hui le « dob » est au catalogue de pratiquement tous les revendeurs et de nombreux constructeurs, même ceux qui s'étaient spécialisés dans une tout autre conception comme le télescope Schmidt-Cassegrain.

## Les très grands télescopes
S'il est généralement facile et rapide de construire un dobsonien de taille standard (300–400 mm) à partir d'éléments optiques et des accessoires du commerce, les très grands télescopes, ceux d'au moins 1 m d'ouverture, sont tellement grands qu'aucun fabricant ne peut fournir le miroir concave qui serait de toutes façons excessivement cher.
Ces dobsoniens géants exigent que le miroir soit fabriqué à la main sur une machine-outil de dimensions appropriées. Son prix de revient est au moins 50 % inférieur à ce que pourrait être un prix catalogue, compte tenu des grilles tarifaires connues par ailleurs pour des produits comparables.
Non seulement ces modèles géants exigent plus de moyens financiers, mais leur réalisation demande aussi plus de temps que les modèles standards de 300 ou 400 mm. Ainsi le dobsonien de 1,1 m de diamètre f/3.5 de l'amateur belge Robert Houdart nécessita 4 ans de travail. Le miroir de 105 kg fut taillé par l'expert américain Mike Lockwood.
Le record est actuellement détenu par le Dobson fabriqué en 2017 par l'américain Mike Clements qui mesure 1,78 m de diamètre. L'optique provient d'un satellite espion.
L'américain Mike Lockwood (de Lockwood Custom Optics) est l'une des rares personnes à fabriquer des miroirs de 1 m à 1,25 m en borosilicate. Il travaille pour les universités mais également pour les amateurs.

## Diversification du concept

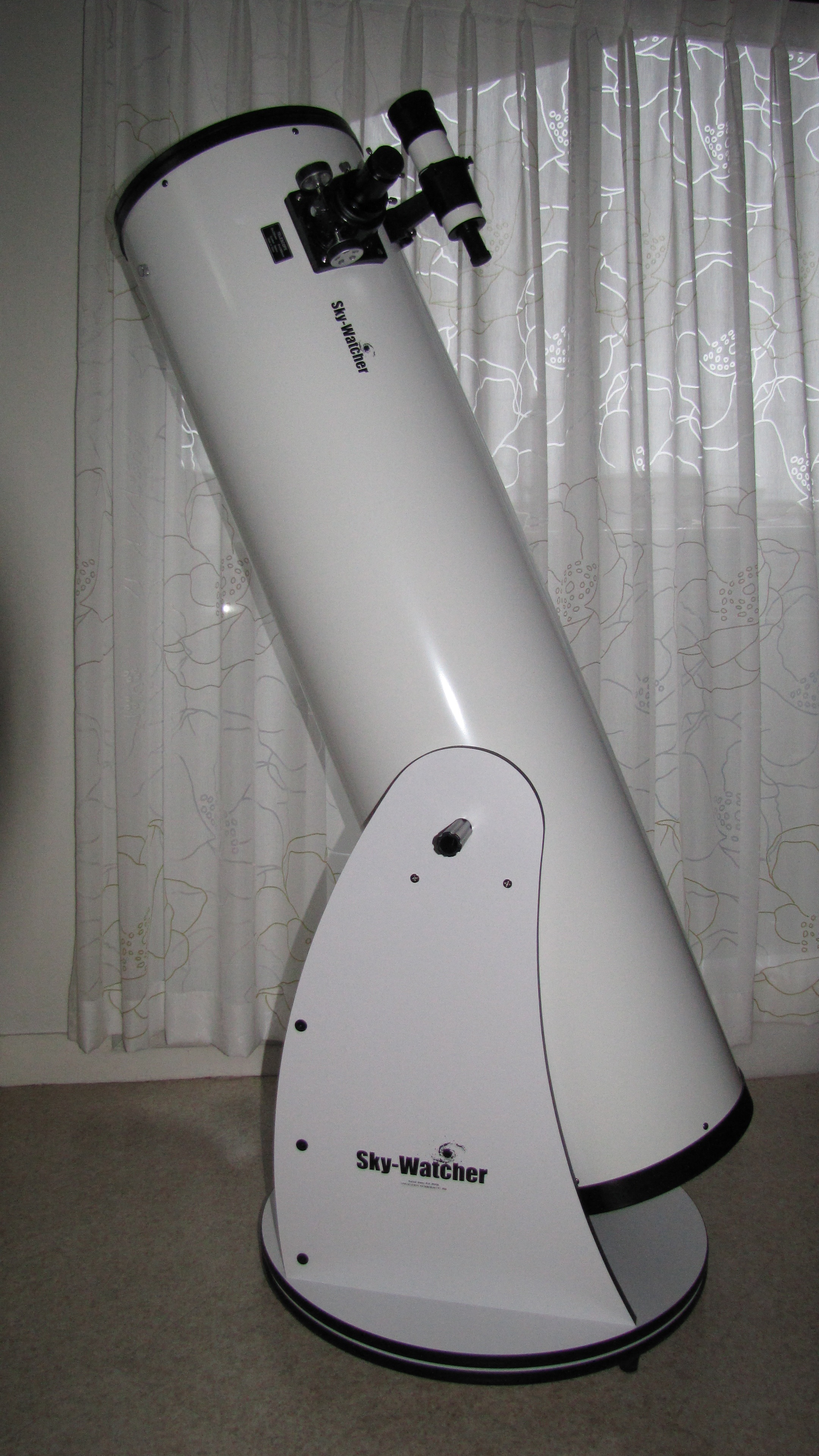
Télescope de Dobson de marque Sky-Watcher (production industrielle).

### Industrialisation de masse
La relative simplicité du Dobson a permis aux industries de l'optique de s'approprier un concept peu coûteux à fabriquer et pouvant ainsi être proposé aux clients à des tarifs compétitifs. À l'orée du XXIe siècle, des usines chinoises et taïwanaises ont franchi le pas en proposant des télescopes de Dobson (avec un tube en métal) de 150, puis 200, 250 et 300 mm. On ne peut nier que l'apparition de ces instruments dans le commerce a contribué à l'essor de l'astronomie amateur moderne : le débutant d'aujourd'hui peut commencer avec un télescope de 200 mm de diamètre là où la génération précédente devait se contenter d'une lunette de 60 mm ou d'un télescope de 115 mm.

### Un télescope transportable

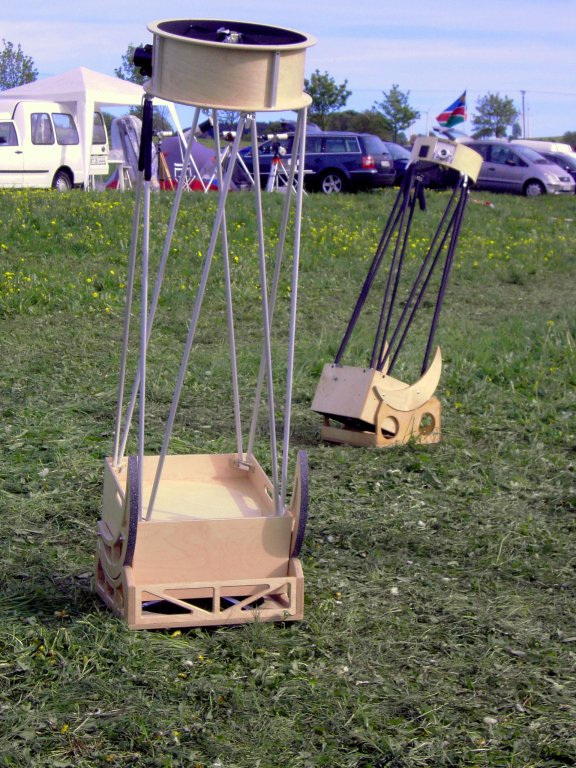
Télescope de Dobson (concept moderne).

Face à l'urbanisation croissante de leur territoire et plus généralement à la recrudescence de la pollution lumineuse, les astronomes amateurs ont dû se résoudre, pour la plupart, à se déplacer pour observer. Jusqu'à la fin des années 1980, les seuls instruments transportables étaient forcément limités en diamètre puisque la longueur du tube est au minimum du double de celui-ci. Les instruments du commerce les plus gros mais néanmoins transportables que l'on pouvait alors trouver étaient les Schmidt-Cassegrain de 12" (305 mm), pas forcément évidents à mettre en place par une seule personne (plus de 20 kg à hisser sur la monture).
Depuis lors, quelques amateurs et artisans américains ont eu l'idée de remplacer le traditionnel tube plein en carton par des tiges métalliques triangulées moins encombrantes, moins lourdes, et surtout démontables, s'inspirant du « tube Serrurier » du télescope Hale de 5 m de l'observatoire du Mont Palomar. Ainsi le Dobson pouvait se démonter en quatre parties distinctes :
- le berceau (« rocker ») qui sert de monture,
- la boîte à miroir qui contient le miroir primaire avec son barillet, et sur laquelle sont fixés les tourillons qui reposent sur le berceau,
- la cage du miroir secondaire dans laquelle se trouve le miroir secondaire et le porte-oculaire destiné à recevoir les instruments de l'observateur,
- les tubes (en général au nombre de huit) destinés à relier la boîte à miroir et la cage du secondaire et éventuellement enveloppés, après montage, d'une « chaussette » en tissu noir permettant de protéger le miroir des intempéries et des lumières parasites.

La principale difficulté de réalisation tient dans la bonne définition du rapport rigidité/poids non seulement dans la structure du télescope, mais aussi dans sa partie optique. Le verre utilisé pour le miroir primaire est très dense, et c'est souvent la pièce la plus lourde. La course aux kilogrammes superflus nécessaire à la réussite du télescope revient à diminuer l'épaisseur du miroir. Néanmoins, un miroir trop fin va avoir tendance à se déformer sous son propre poids et donc à dégrader la qualité des images. Il est donc souvent nécessaire d'avoir recours à un barillet complexe. Des trois points de contact traditionnels on devra souvent passer à six, neuf, dix-huit, vingt-sept points voire plus. Le gain en transportabilité se fait donc au détriment de la simplicité du télescope pour conserver l'isostatisme du barillet. Utiliser un miroir en nid d'abeille permet au miroir de mieux supporter son propre poids mais cette technologie est généralement réservée aux très grands instruments et est significativement plus coûteuse.
Aujourd'hui, nombreux sont les amateurs qui n'hésitent plus à faire appel aux matériaux composites (tubes en fibre de carbone...) ou encore aux services d'un mécanicien. Il existe même des sociétés qui fabriquent des pièces détachées, si bien que l'amateur peut se concentrer sur le polissage du miroir ou bien les travaux de menuiserie selon ses goûts et capacités.
Preuve de la compacité que peut atteindre ce type de télescope, un amateur français est parvenu à faire rentrer un Dobson de 760 mm de diamètre dans le coffre d'une Peugeot 106.
Un astronome amateur français a même réussi à faire rentrer un Dobson 250 dans une sacoche de pc portable surnommé  "slim".

### Vers plus de sophistication

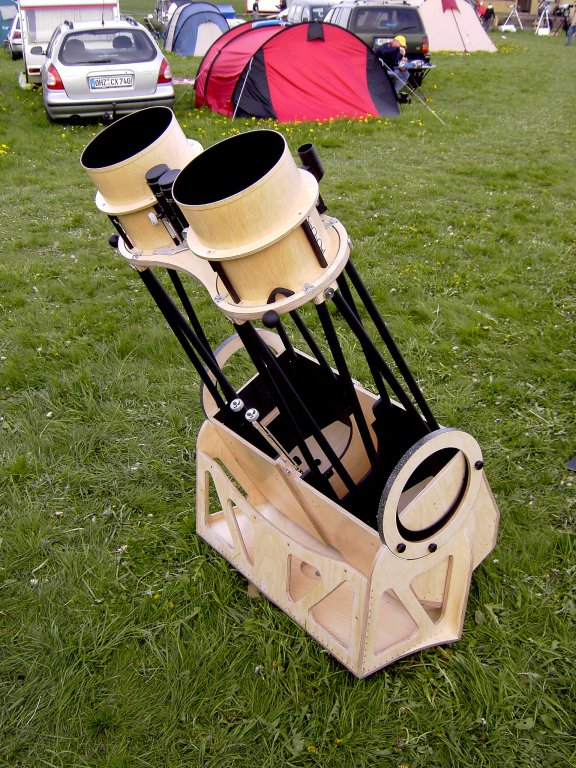
Original : un Dobson binoculaire.

De moins en moins d'amateurs rechignent à faire appel aux miracles de l'électricité (voire de l'électronique) pour améliorer leur télescope. Le principal défaut du Dobson réside dans l'absence de compensation du mouvement relatif de l'observateur par rapport à la voûte céleste, c'est pourquoi il existe des systèmes de motorisation des deux axes (azimut et hauteur) ou trois axes (azimut, hauteur et dérotateur de champ) qui permettent non seulement de suivre les astres observés, mais aussi de pointer automatiquement un objet (système « go-to »). Un autre système appelé « table équatoriale » ou « plate-forme équatoriale » permet, une fois glissé sous la monture du télescope, d'assurer le suivi équatorial sans rotation de champ pendant une heure environ ; certains amateurs dotés de télescopes de Dobson ont ainsi pu faire de l'imagerie même si ce n'est pas la vocation première de ce type d'instrument.
Les amateurs souhaitant gagner du temps peuvent également équiper leur instrument d'un système de codeurs reliés à une interface permettant de sélectionner l'objet à observer. Une fois cet objet sélectionné, la raquette affiche les coordonnées différentielles de l'objet par rapport à la position courante du télescope ; une fois que l'observateur a orienté le tube de son télescope de manière à afficher zéro en azimut et en hauteur, alors l'objet voulu doit se trouver dans le champ de l'oculaire. Ce système est appelé « push-to » (littéralement « pousser vers ») par opposition au « go-to » (nom donné aux systèmes de pointage automatique ; signifie « aller vers ») qui suppose un déplacement motorisé et non manuel.
Finalement, le Dobson d'aujourd'hui n'a bien souvent plus beaucoup de points communs avec l'idée originale de John Dobson. Même si cet esprit reste vivace chez beaucoup d'astronomes amateurs, il n'en demeure pas moins que l'époque des planches, des quatre clous et des miroirs taillés à la va-vite est révolue. Les artisans et bricoleurs talentueux ont montré, depuis, que les télescopes de Dobson réalisés avec soin sont les instruments idéaux pour l'observation visuelle : légers, démontables et avec une bonne qualité optique malgré leur taille, ils peuvent se révéler parfaitement utilisables au quotidien, aussi bien pour l'observation du ciel profond que pour celle des planètes. Bien sûr, une telle approche peut nécessiter un investissement assez important, autant en temps qu'en argent.
Les télescopes de Dobson sont aussi l'occasion de laisser libre cours à ses idées : ainsi de nombreux amateurs ont construit des Dobson en matériaux composites (fibre de verre et/ou de carbone), des Dobson binoculaires,,, ou encore des Dobson qui se replient en une simple valisette.